# Пристли (лунный кратер)
Кратер Пристли (лат. Priestley), не путать с кратером Пристли на Марсе, — крупный древний ударный кратер в южном полушарии обратной стороны Луны. Название присвоено в честь британского химика Джозефа Пристли (1733—1804) и утверждено Международным астрономическим союзом в 1970 г. Образование кратера относится к нектарскому периоду.

## Описание кратера
Ближайшими соседями кратера являются кратер Куглер на северо-западе; кратер Кассегрен на севере-северо-востоке; кратер Кимура на востоке; кратер Ван Вейк на юго-востоке и кратер Чемберлин на западе-юго-западе. На юго-западе от кратера находится Шрёдингера. Селенографические координаты центра кратера 56°43′ ю. ш. 108°28′ в. д. / 56,71° ю. ш. 108,47° в. д., диаметр 54,9 км, глубина 2,4 км.
Кратер имеет близкую к циркулярной форму с небольшой впадиной в южной части и умеренно разрушен. Вал сглажен, но сохранил достаточно четкие очертания, северная-северо-западная часть вала перекрыта приметным сателлитным кратером Пристли X. Внутренний склон вала неравномерный по ширине, минимальную ширину имеет в юго-восточной части. Юго-западная часть внутреннего склона отмечена приметным маленьким чашеобразным кратером. Высота вала над окружающей местностью достигает 1140 м, объем кратера составляет приблизительно 2200 км³. Дно чаши ровное, вероятно затоплено лавой, без приметных структур.
На юго-западе от кратера находится большая область с низким альбедо, затопленная лавой. 

## Сателлитные кратеры
| Пристли | Координаты                                              | Диаметр, км |
| ------- | ------------------------------------------------------- | ----------- |
| K       | 58°58′ ю. ш. 110°25′ в. д. / 58,96° ю. ш. 110,41° в. д. | 33,7        |
| X       | 55°56′ ю. ш. 107°52′ в. д. / 55,93° ю. ш. 107,87° в. д. | 18,8        |

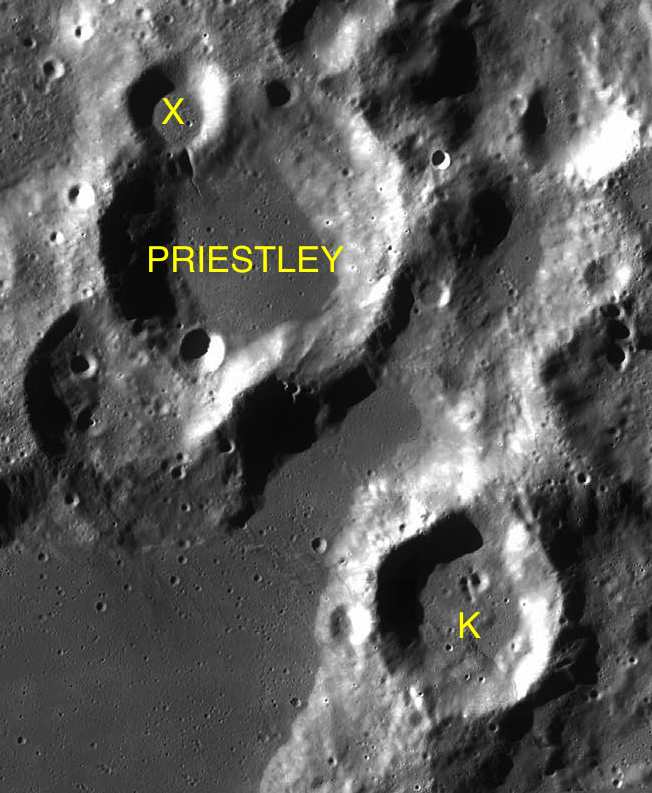
Фрагмент карты LAC-130.

- Образование сателлитного кратера Пристли K относится к нектарскому периоду[1].